# François Lacodre dit Blin
François Lacodre dit Blin né à Beaune le 19 juin 1757 et mort le 29 février 1834 travaille tout d'abord comme organiste à Dijon. Il doit son nom de Blin à son père adoptif. Lorsqu'il monte à Paris, il prend des cours auprès de Balbastre. Il devient organiste de la Cathédrale Notre-Dame de Paris de 1806 à sa mort en 1834.